# 舒鰲
舒鰲（1521年—1580年），字子化，號念庭，江西饒州府德興縣人，明朝政治人物。

## 生平
嘉靖三十四年（1555年）乙卯科江西鄉試第十六名舉人。嘉靖四十四年（1565年）中式乙丑科三甲第六十四名進士。都察院观政，本年六月授仁和知县，隆慶二年（1568年）六月升刑部主事，四年十二月改陕西道御史，五年七月差巡按湖广，万历二年（1574年）八月差巡按淮扬，五年二月监試，四月差京畿道刷卷，闰八月养病，庚辰年卒。

## 家族
曾祖舒璜；祖父舒澤，經歷；父舒㮣，母余氏。弟舒烝、舒煦、舒黯。